# Quatorzième district congressionnel de l'État de New York
Le 14e district congressionnel de New York est un district situé à New York, représenté par la Démocrate Alexandria Ocasio-Cortez.
Le district comprend la partie est du Bronx et une partie du centre-nord du Queens. La partie Queens comprend les quartiers d'Astoria, College Point, Corona, East Elmhurst, Elmhurst, Jackson Heights et Woodside. La partie Bronx du district comprend les quartiers de City Island, Country Club, Van Nest, Morris Park, Parkchester, Pelham Bay, Schuylerville et Throggs Neck. La section Bronx du district comprend une partie des sections majoritairement latino-américaines du Bronx, avec d'importantes populations portoricaines, mexicaines et dominicaines, tandis que la section Queens du district comprend des quartiers ethniquement diversifiés avec de grandes populations chinoises, équatoriennes, indiennes et bangladaises, et les communautés grecques. Le district compte les pourcentages les plus élevés d'Américains équatoriens, à 9,0 %, et d'Américains bangladais, à 2,3 %, parmi les districts congressionnels de New York. Environ la moitié de la population du quartier est d'origine hispanique ou latino, ce qui en fait l'un des quartiers les plus latinos de New York. Avant le redécoupage pour les élections de 2012, une grande partie de la zone se trouvait dans le 7e district de New York.

## Historique de vote
| Année | Poste     | Résultats               |
| ----- | --------- | ----------------------- |
| 2000  | Président | Gore 70,0 % – 23,0 %    |
| 2004  | Président | Kerry 74,0 % – 25,0 %   |
| 2008  | Président | Obama 78,0 % – 21,0 %   |
| 2012  | Président | Obama 80,0 % - 18,0 %   |
| 2016  | Président | Clinton 77,0 % – 19,0 % |
| 2020  | Président | Biden 73,0 % – 25,0 %   |

## Liste des Représentants du district
| Membre                          | Parti                    | Années                              | Congrès        | Histoire électorale | Zone géographique |
| ------------------------------- | ------------------------ | ----------------------------------- | -------------- | --- | --- |
| District établit le 4 mars 1803 |                          |                                     |                | | |
| Erastus Root (en)               | Républicain-Démocrate    | 4 mars 1803 - 3 mars 1805           | 8e             | Élu en 1802. Retrait. | 1803–1809 Comtés de Delaware et Otsego |
| John Russell (en)               | Républicain-Démocrate    | 4 mars 1805 - 3 mars 1809           | 9e , 10e       | Élu en 1804. Réélu en 1806. Retrait. | 1803–1809 Comtés de Delaware et Otsego |
| Vincent Mathews (en)            | Fédéraliste              | 4 mars 1809 - 3 mars 1811           | 11e            | Élu en 1808. Retrait. | 1809–1813 Comtés de Tioga, Steuben, Cayuga et Seneca |
| Daniel Avery (en)               | Républicain-Démocrate    | 4 mars 1811 - 3 mars 1813           | 12e            | Réélu en 1810. Redécoupage vers le 20e district. | 1809–1813 Comtés de Tioga, Steuben, Cayuga et Seneca |
| Jacob Markell (en)              | Fédéraliste              | 4 mars 1813 - 3 mars 1815           | 13e            | Élu en 1812. Retrait. | 1813–1819 Comté de Montgomery |
| Daniel Cady (en)                | Fédéraliste              | 4 mars 1815 - 3 mars 1817           | 14e            | Élu en 1814. Retrait. | 1813–1819 Comté de Montgomery |
| John Herkimer (en)              | Républicain-Démocrate    | 4 mars 1817 - 3 mars 1819           | 15e            | Élu en 1816. Redécoupage vers le 15e district. | 1813–1819 Comté de Montgomery |
| John Fay (en)                   | Républicain-Démocrate    | 4 mars 1819 - 3 mars 1821           | 16e            | Élu en 1818. Retrait. | 1819–1823 Comté de Montgomery et Danube |
| Vacant                          | Vacant                   | 4 mars 1821 - 3 décembre 1821       | 17e            | Une élection eut lieu en avril 1821 mais il n'est pas clair à quel moment les résultats furent annoncés.                                                                                             | 1819–1823 Comté de Montgomery et Danube |
| Alfred Conkling (en)            | Républicain-Démocrate    | 3 décembre 1821 - 3 mars 1823       | 17e            | Élu en 1821. Retrait. | 1819–1823 Comté de Montgomery et Danube |
| Henry R. Storrs (en)            | Républicain-Démocrate    | 4 mars 1823 - 3 mars 1825           | 18e - 21e      | Élu en 1822. Réélu en 1824. Réélu en 1826. Réélu en 1828. Retrait. | 1823–1833 Oneida |
| Henry R. Storrs (en)            | Anti-Jacksonien          | 4 mars 1825 - 3 mars 1831           | 18e - 21e      | Élu en 1822. Réélu en 1824. Réélu en 1826. Réélu en 1828. Retrait. | 1823–1833 Oneida |
| Samuel Beardsley (en)           | Jacksonien (en)          | 4 mars 1831 - 3 mars 1833           | 22e            | Élu en 1830. Redécoupage vers le 17e district. | 1823–1833 Oneida |
| Ransom H. Gillet (en)           | Jacksonien (en)          | 4 mars 1833 - 3 mars 1837           | 23e , 24e      | Élu en 1832. Réélu en 1834. Retrait. | 1833–1843 |
| James B. Spencer (en)           | Démocrate                | 4 mars 1837 - 3 mars 1839           | 25e            | Élu en 1836. Retrait. | 1833–1843 |
| John Fine (en)                  | Démocrate                | 4 mars 1839 - 3 mars 1841           | 26e            | Élu en 1838. Retrait. | 1833–1843 |
| Henry Bell Van Rensselaer (en)  | Whig                     | 4 mars 1841 - 3 mars 1843           | 27e            | Élu en 1840. Retrait. | 1833–1843 |
| Charles Rogers (en)             | Whig                     | 4 mars 1843 - 3 mars 1845           | 28e            | Élu en 1842. Retrait. | 1843–1853 |
| Erastus D. Culver (en)          | Whig                     | 4 mars 1845 - 3 mars 1847           | 29e            | Élu en 1844. Retrait. | 1843–1853 |
| Orlando Kellogg (en)            | Whig                     | 4 mars 1847 - 3 mars 1849           | 30e            | Élu en 1846. Retrait. | 1843–1853 |
| George R. Andrews (en)          | Whig                     | 4 mars 1849 - 3 mars 1851           | 31e            | Élu en 1848. Retrait. | 1843–1853 |
| John H. Boyd (en)               | Whig                     | 4 mars 1851 - 3 mars 1853           | 32e            | Élu en 1850. Retrait. | 1843–1853 |
| Rufus W. Peckham (en)           | Démocrate                | 4 mars 1853 - 3 mars 1855           | 33e            | Élu en 1852. Retrait. | 1853–1863 |
| Samuel Dickson (en)             | Opposition Party (en)    | 4 mars 1855 - 3 mars 1857           | 34e            | Élu en 1854. Retrait. | 1853–1863 |
| Erastus Corning (en)            | Démocrate                | 4 mars 1857 - 3 mars 1859           | 35e            | Élu en 1856. Retrait. | 1853–1863 |
| John H. Reynolds (en)           | Démocrate Anti-Lecompton | 4 mars 1859 - 3 mars 1861           | 36e            | Élu en 1858. Retrait. | 1853–1863 |
| Erastus Corning (en)            | Démocrate                | 4 mars 1861 - 5 octobre 1863        | 37e , 38e      | Élu en 1860. Réélu en 1862. Démissionne. | 1853–1863 |
| Erastus Corning (en)            | Démocrate                | 4 mars 1861 - 5 octobre 1863        | 37e , 38e      | Élu en 1860. Réélu en 1862. Démissionne. | 1863–1873 |
| Vacant                          | Vacant                   | 5 octobre 1863 - 7 décembre 1863    | 38e            | | |
| John V. L. Pruyn (en)           | Démocrate                | 7 décembre 1863 - 3 mars 1865       | 38e            | Élu pour terminer le mandat de Corning. Retrait. | |
| Charles Goodyear (en)           | Démocrate                | 4 mars 1865 - 3 mars 1867           | 39e            | Élu 1864. Retrait. | |
| John V. L. Pruyn (en)           | Démocrate                | 4 mars 1867 - 3 mars 1869           | 40e            | Élu en 1866. Retrait. | |
| Stephen L. Mayham (en)          | Démocrate                | 4 mars 1869 - 3 mars 1871           | 41e            | Élu en 1868. Retrait. | |
| Eli Perry (en)                  | Démocrate                | 4 mars 1871 - 3 mars 1873           | 42e            | Élu en 1870. Redécoupage vers le 15e district. | |
| David M. De Witt (en)           | Démocrate                | 4 mars 1873 - 3 mars 1875           | 43e            | Élu en 1872. Retrait. | 1873–1883 |
| George M. Beebe (en)            | Démocrate                | 4 mars 1875 - 3 mars 1879           | 43e - 45e      | Élu en 1874. Réélu en 1876. Perd sa réélection. | 1873–1883 |
| John W. Ferdon (en)             | Républicain              | 4 mars 1879 - 3 mars 1881           | 46e            | Élu en 1878. Retrait. | 1873–1883 |
| Lewis Beach (en)                | Démocrate                | 4 mars 1881 - 3 mars 1885           | 47e , 48e      | Élu en 1880. Réélu en 1882. Redécoupage vers le 15e district. | 1873–1883 |
| Lewis Beach (en)                | Démocrate                | 4 mars 1881 - 3 mars 1885           | 47e , 48e      | Élu en 1880. Réélu en 1882. Redécoupage vers le 15e district. | 1883–1893 |
| William G. Stahlnecker (en)     | Démocrate                | 4 mars 1885 - 3 mars 1893           | 49e - 52e      | Élu en 1884. Réélu en 1886. Réélu en 1888. Réélu en 1890. Retrait. | |
| John R. Fellows (en)            | Démocrate                | 4 mars 1893 - 31 décembre 1893      | 53e            | Redécoupage depuis le 6e district et réélu en 1892. Démissionne pour devenir Procureur Général du Comté de New York.                                                                                 | 1893–1903 |
| Vacant                          | Vacant                   | 31 décembre 1893 - 30 janvier 1894  | 53e            | | 1893–1903 |
| Lemuel E. Quigg (en)            | Républicain              | 30 janvier 1894 - 3 mars 1899       | 53e - 55e      | Élu pour terminer le mandat de Fellow. Réélu en 1894. Réélu en 1896. Perd sa réélection. | 1893–1903 |
| William A. Chanler              | Démocrate                | 4 mars 1899 - 3 mars 1901           | 56e            | Élu en 1898. Retrait. | 1893–1903 |
| William H. Douglas (en)         | Républicain              | 4 mars 1901 - 3 mars 1903           | 57e            | Élu en 1900. Redécoupage vers le 15e district. | 1893–1903 |
| Ira E. Rider (en)               | Démocrate                | 4 mars 1903 - 3 mars 1905           | 58e            | Élu en 1902. Retrait. | 1903–1913 |
| Charles A. Towne (en)           | Démocrate                | 4 mars 1905 - 3 mars 1907           | 59e            | Élu en 1904. Retrait. | 1903–1913 |
| William Willett Jr. (en)        | Démocrate                | 4 mars 1907 - 3 mars 1911           | 60e , 61e      | Réélu en 1906. Réélu en 1908. Retrait. | 1903–1913 |
| John J. Kindred (en)            | Démocrate                | 4 mars 1911 - 3 mars 1913           | 62e            | Élu en 1910. Retrait. | 1903–1913 |
| Jefferson M. Levy (en)          | Démocrate                | 4 mars 1913 - 3 mars 1915           | 63e            | Redécoupage depuis le 13e district et réélu en 1912. | 1913–1933 |
| Michael F. Farley (en)          | Démocrate                | 4 mars 1915 - 3 mars 1917           | 64e            | Élu en 1914. Perd sa réélection. | 1913–1933 |
| Fiorello H. LaGuardia           | Républicain              | 4 mars 1917 - 31 décembre 1919      | 65e , 66e      | Élu en 1916. Réélu en 1918. Démissionne. | 1913–1933 |
| Vacant                          | Vacant                   | 31 décembre 1919 - 2 novembre 1920  | 66e            | | 1913–1933 |
| Nathan D. Perlman (en)          | Républicain              | 2 novembre 1920 - 3 mars 1927       | 66e - 69e      | Élu pour terminer le mandat de LaGuardia. Réélu en 1920. Réélu en 1922. Réélu en 1924. Perd sa réélection.                                                                                           | 1913–1933 |
| William I. Sirovich (en)        | Démocrate                | 4 mars 1927 - 17 décembre 1939      | 70e - 76e      | Élu en 1926. Réélu en 1928. Réélu en 1930. Réélu en 1932. Réélu en 1934. Réélu en 1936. Réélu en 1938. Décès.                                                                                        | 1913–1933 |
| William I. Sirovich (en)        | Démocrate                | 4 mars 1927 - 17 décembre 1939      | 70e - 76e      | Élu en 1926. Réélu en 1928. Réélu en 1930. Réélu en 1932. Réélu en 1934. Réélu en 1936. Réélu en 1938. Décès.                                                                                        | 1933–1943 |
| Vacant                          | Vacant                   | 17 décembre 1939 - 6 février 1940   | 76e            | | |
| Morris Michael Edelstein (en)   | Démocrate                | 6 février 1940 - 4 juin 1941        | 76e , 77e      | Élu pour terminer le mandat de Sirovich. Réélu en 1940. Décès. | |
| Vacant                          | Vacant                   | 4 juin 1941 - 29 juillet 1941       | 77e            | | |
| Arthur George Klein (en)        | Démocrate                | 29 juillet 1941 - 3 janvier 1945    | 77e , 78e      | Élu pour terminer le mandat d'Edelstein. Réélu en 1942. Retrait pour se présenter à la Cour Suprême de New York.                                                                                     | |
| Arthur George Klein (en)        | Démocrate                | 29 juillet 1941 - 3 janvier 1945    | 77e , 78e      | Élu pour terminer le mandat d'Edelstein. Réélu en 1942. Retrait pour se présenter à la Cour Suprême de New York.                                                                                     | 1943–1953 |
| Leo F. Rayfiel (en)             | Démocrate                | 3 janvier 1945 - 13 septembre 1947  | 79e , 80e      | Élu en 1944. Réélu en 1946. Démissionne. | |
| Vacant                          | Vacant                   | 13 septembre 1947 - 4 novembre 1947 | 80e            | | |
| Abraham J. Multer (en)          | Démocrate                | 4 novembre 1947 - 3 janvier 1953    | 80e - 82e      | Élu pour terminer le mandat de Rayfield. Réélu en 1948. Réélu en 1950. Redécoupage vers le 13e district.                                                                                             | |
| John J. Rooney (en)             | Démocrate                | 3 janvier 1953 - 31 décembre 1974   | 83e - 93e      | Redécoupage depuis le 12e district et réélu en 1952. Réélu en 1954. Réélu en 1956. Réélu en 1958. Réélu en 1960. Réélu en 1962. Réélu en 1964. Réélu en 1968. Réélu en 1970. Retrait et démissionne. | 1953–1963 |
| John J. Rooney (en)             | Démocrate                | 3 janvier 1953 - 31 décembre 1974   | 83e - 93e      | Redécoupage depuis le 12e district et réélu en 1952. Réélu en 1954. Réélu en 1956. Réélu en 1958. Réélu en 1960. Réélu en 1962. Réélu en 1964. Réélu en 1968. Réélu en 1970. Retrait et démissionne. | 1963–1973 |
| John J. Rooney (en)             | Démocrate                | 3 janvier 1953 - 31 décembre 1974   | 83e - 93e      | Redécoupage depuis le 12e district et réélu en 1952. Réélu en 1954. Réélu en 1956. Réélu en 1958. Réélu en 1960. Réélu en 1962. Réélu en 1964. Réélu en 1968. Réélu en 1970. Retrait et démissionne. | 1973–1983 |
| Vacant                          | Vacant                   | 31 décembre 1974 - 3 janvier 1975   | 93e            | | |
| Frederick W. Richmond (en)      | Démocrate                | 3 janvier 1975 - 25 août 1982       | 94e - 97e      | Élu en 1974. Réélu en 1976. Réélu en 1978. Réélu en 1980. Démissionne. | |
| Vacant                          | Vacant                   | 25 août 1982 - 3 janvier 1983       | 97e            | | |
| Guy V. Molinari                 | Républicain              | 3 janvier 1983 - 31 décembre 1989   | 98e - 101e     | Redécoupage depuis le 17e district et réélu en 1982. Réélu en 1984. Réélu en 1986. Réélu en 1988. Démissionne pour devenir Président de l'arrondissement de Staten Island .                          | 1983–1993 |
| Vacant                          | Vacant                   | 31 décembre 1989 - 20 mars 1990     | 101e           | | 1983–1993 |
| Susan Molinari (en)             | Republican               | 20 mars 1990 - 3 janvier 1993       | 101e , 102e    | Élue pour terminer le mandat de son père. Réélue en 1990. Redécoupage vers le 13e district. | 1983–1993 |
| Carolyn Maloney                 | Démocrate                | 3 janvier 1993 - 3 janvier 2013     | 103e - 112e    | Élue en 1992. Réélue en 1994. Réélue en 1996. Réélue en 1998. Réélue en 2000. Réélue en 2002. Réélue en 2004. Réélue en 2006. Réélue en 2008. Réélue en 2010. Redécoupage vers le 12e district.      | 1993–2003 |
| Carolyn Maloney                 | Démocrate                | 3 janvier 1993 - 3 janvier 2013     | 103e - 112e    | Élue en 1992. Réélue en 1994. Réélue en 1996. Réélue en 1998. Réélue en 2000. Réélue en 2002. Réélue en 2004. Réélue en 2006. Réélue en 2008. Réélue en 2010. Redécoupage vers le 12e district.      | 2003–2013 Central Park et l'East Side de Manhattan ; la totalité de Roosevelt Island et les quartiers d'Astoria, Long Island City et Sunnyside dans le Queens |
| Joe Crowley                     | Démocrate                | 3 janvier 2013 - 3 janvier 2019     | 113e - 115e    | Redécoupage depuis le 7e district et réélu en 2012. Réélu en 2014. Réélu en 2016. Perd sa renomination et sa réélection.                                                                             | 2013–2023 La partie est du Bronx et la partie centre-nord du Queens                                                                                           |
| Alexandria Ocasio-Cortez        | Démocrate                | 3 janvier 2019 - Présent            | 116e - Présent | Élue en 2018. Réélue en 2020. Réélue en 2022. | 2013–2023 La partie est du Bronx et la partie centre-nord du Queens                                                                                           |
| Alexandria Ocasio-Cortez        | Démocrate                | 3 janvier 2019 - Présent            | 116e - Présent | Élue en 2018. Réélue en 2020. Réélue en 2022. | 2023–2025 La partie est du Bronx et la partie centre-nord du Queens                                                                                           |

## Résultats des récentes élections
Voici les résultats des dix précédents cycles électoraux dans le district.

### 2004
| Élection de 2004 du 14e district congressionnel de New York | Élection de 2004 du 14e district congressionnel de New York | Élection de 2004 du 14e district congressionnel de New York | Élection de 2004 du 14e district congressionnel de New York | Élection de 2004 du 14e district congressionnel de New York |
| ----------------------------------------------------------- | ----------------------------------------------------------- | ----------------------------------------------------------- | ----------------------------------------------------------- | ----------------------------------------------------------- |
| Parti                                                       | Parti                                                       | Candidat                                                    | Votes                                                       | %                                                           |
|                                                             | Démocrate                                                   | Carolyn Maloney (sortante)                                  | 186 688                                                     | 81,1                                                        |
|                                                             | Républicain                                                 | Anton Srdanovic                                             | 43 623                                                      | 18,9                                                        |
| Total des votes                                             | Total des votes                                             | Total des votes                                             | 230 311                                                     | 100 %                                                       |
|                                                             | Les Démocrates conservent                                   |                                                             |                                                             |                                                             |

### 2006
| Élection de 2006 du 14e district congressionnel de New York | Élection de 2006 du 14e district congressionnel de New York | Élection de 2006 du 14e district congressionnel de New York | Élection de 2006 du 14e district congressionnel de New York | Élection de 2006 du 14e district congressionnel de New York |
| ----------------------------------------------------------- | ----------------------------------------------------------- | ----------------------------------------------------------- | ----------------------------------------------------------- | ----------------------------------------------------------- |
| Parti                                                       | Parti                                                       | Candidat                                                    | Votes                                                       | %                                                           |
|                                                             | Démocrate                                                   | Carolyn Maloney (sortante)                                  | 119 582                                                     | 84,5                                                        |
|                                                             | Républicain                                                 | Danniel Maio                                                | 21 969                                                      | 15,5                                                        |
| Total des votes                                             | Total des votes                                             | Total des votes                                             | 141 551                                                     | 100 %                                                       |
|                                                             | Les Démocrates conservent                                   |                                                             |                                                             |                                                             |

### 2008
| Élection de 2008 du 14e district congressionnel de New York | Élection de 2008 du 14e district congressionnel de New York | Élection de 2008 du 14e district congressionnel de New York | Élection de 2008 du 14e district congressionnel de New York | Élection de 2008 du 14e district congressionnel de New York |
| ----------------------------------------------------------- | ----------------------------------------------------------- | ----------------------------------------------------------- | ----------------------------------------------------------- | ----------------------------------------------------------- |
| Parti                                                       | Parti                                                       | Candidat                                                    | Votes                                                       | %                                                           |
|                                                             | Démocrate                                                   | Carolyn Maloney (sortante)                                  | 183 239                                                     | 79,9                                                        |
|                                                             | Républicain                                                 | Robert G. Heim                                              | 43 385                                                      | 18,9                                                        |
|                                                             | Libertarien                                                 | Isaiah Matos                                                | 2 659                                                       | 1,2                                                         |
| Total des votes                                             | Total des votes                                             | Total des votes                                             | 229 283                                                     | 100 %                                                       |
|                                                             | Les Démocrates conservent                                   |                                                             |                                                             |                                                             |

### 2010
| Élection de 2010 du 14e district congressionnel de New York | Élection de 2010 du 14e district congressionnel de New York | Élection de 2010 du 14e district congressionnel de New York | Élection de 2010 du 14e district congressionnel de New York | Élection de 2010 du 14e district congressionnel de New York |
| ----------------------------------------------------------- | ----------------------------------------------------------- | ----------------------------------------------------------- | ----------------------------------------------------------- | ----------------------------------------------------------- |
| Parti                                                       | Parti                                                       | Candidat                                                    | Votes                                                       | %                                                           |
|                                                             | Démocrate                                                   | Carolyn Maloney (sortante)                                  | 107 327                                                     | 75,1                                                        |
|                                                             | Républicain                                                 | David Ryan Brumberg                                         | 32 065                                                      | 22,4                                                        |
|                                                             | Conservateur (en)                                           | Timothy J. Healy                                            | 1 891                                                       | 1,3                                                         |
|                                                             | Independence (en)                                           | Dino L. LaVerghetta                                         | 1 617                                                       | 1,1                                                         |
| Total des votes                                             | Total des votes                                             | Total des votes                                             | 142 900                                                     | 100 %                                                       |
|                                                             | Les Démocrates conservent                                   |                                                             |                                                             |                                                             |

### 2012
| Élection de 2012 du 14e district congressionnel de New York | Élection de 2012 du 14e district congressionnel de New York | Élection de 2012 du 14e district congressionnel de New York | Élection de 2012 du 14e district congressionnel de New York | Élection de 2012 du 14e district congressionnel de New York |
| ----------------------------------------------------------- | ----------------------------------------------------------- | ----------------------------------------------------------- | ----------------------------------------------------------- | ----------------------------------------------------------- |
| Parti                                                       | Parti                                                       | Candidat                                                    | Votes                                                       | %                                                           |
|                                                             | Démocrate                                                   | Joe Crowley (sortant)                                       | 120 761                                                     | 83,2                                                        |
|                                                             | Républicain                                                 | William Gibbons                                             | 21 755                                                      | 15,0                                                        |
|                                                             | Vert                                                        | Anthony Gronowicz                                           | 2 570                                                       | 1,8                                                         |
|                                                             | Aucun                                                       | Blanc/Nul                                                   | 25 915                                                      |                                                             |
| Total des votes                                             | Total des votes                                             | Total des votes                                             | 145 086                                                     | 100 %                                                       |
|                                                             | Les Démocrates conservent                                   |                                                             |                                                             |                                                             |

### 2014
| Élection de 2010 du 14e district congressionnel de New York | Élection de 2010 du 14e district congressionnel de New York | Élection de 2010 du 14e district congressionnel de New York | Élection de 2010 du 14e district congressionnel de New York | Élection de 2010 du 14e district congressionnel de New York |
| ----------------------------------------------------------- | ----------------------------------------------------------- | ----------------------------------------------------------- | ----------------------------------------------------------- | ----------------------------------------------------------- |
| Parti                                                       | Parti                                                       | Candidat                                                    | Votes                                                       | %                                                           |
|                                                             | Démocrate                                                   | Joe Crowley (sortant)                                       | 50 352                                                      | 74,74                                                       |
|                                                             | Conservateur (en)                                           | Elizabeth Perri                                             | 6 735                                                       | 10,0                                                        |
|                                                             | Aucun                                                       | Blanc/Nul                                                   | 10 285                                                      | 15,27                                                       |
| Total des votes                                             | Total des votes                                             | Total des votes                                             | 67 372                                                      | 100 %                                                       |
|                                                             | Les Démocrates conservent                                   |                                                             |                                                             |                                                             |

### 2016
| Élection de 2016 du 14e district congressionnel de New York | Élection de 2016 du 14e district congressionnel de New York | Élection de 2016 du 14e district congressionnel de New York | Élection de 2016 du 14e district congressionnel de New York | Élection de 2016 du 14e district congressionnel de New York |
| ----------------------------------------------------------- | ----------------------------------------------------------- | ----------------------------------------------------------- | ----------------------------------------------------------- | ----------------------------------------------------------- |
| Parti                                                       | Parti                                                       | Candidat                                                    | Votes                                                       | %                                                           |
|                                                             | Démocrate                                                   | Joe Crowley (sortant)                                       | 147 587                                                     | 74,80                                                       |
|                                                             | Républicain                                                 | Frank J. Spotorno                                           | 30 545                                                      | 15,48                                                       |
|                                                             | Aucun                                                       | Blanc/Nul                                                   | 19 169                                                      | 9,72                                                        |
| Total des votes                                             | Total des votes                                             | Total des votes                                             | 197 301                                                     | 100 %                                                       |
|                                                             | Les Démocrates conservent                                   |                                                             |                                                             |                                                             |

### 2018
| Élection de 2018 du 14e district congressionnel de New York | Élection de 2018 du 14e district congressionnel de New York | Élection de 2018 du 14e district congressionnel de New York | Élection de 2018 du 14e district congressionnel de New York | Élection de 2018 du 14e district congressionnel de New York |
| ----------------------------------------------------------- | ----------------------------------------------------------- | ----------------------------------------------------------- | ----------------------------------------------------------- | ----------------------------------------------------------- |
| Parti                                                       | Parti                                                       | Candidat                                                    | Votes                                                       | %                                                           |
|                                                             | Démocrate                                                   | Alexandria Ocasio-Cortez                                    | 100 044                                                     | 78,0                                                        |
|                                                             | Républicain                                                 | Anthony Pappas                                              | 17 762                                                      | 13,8                                                        |
|                                                             | Working Families                                            | Joe Crowley (sortant)                                       | 8 505                                                       | 6,6                                                         |
|                                                             | Conservateur (en)                                           | Elizabeth Perri                                             | 2 023                                                       | 1,6                                                         |
| Total des votes                                             | Total des votes                                             | Total des votes                                             | 128 339                                                     | 100 %                                                       |
|                                                             | Les Démocrates conservent                                   |                                                             |                                                             |                                                             |

### 2020
| Élection de 2020 du 14e district congressionnel de New York, | Élection de 2020 du 14e district congressionnel de New York, | Élection de 2020 du 14e district congressionnel de New York, | Élection de 2020 du 14e district congressionnel de New York, | Élection de 2020 du 14e district congressionnel de New York, |
| ------------------------------------------------------------ | ------------------------------------------------------------ | ------------------------------------------------------------ | ------------------------------------------------------------ | ------------------------------------------------------------ |
| Parti                                                        | Parti                                                        | Candidat                                                     | Votes                                                        | %                                                            |
|                                                              | Démocrate                                                    | Alexandria Ocasio-Cortez (sortante)                          | 152 661                                                      | 71,6                                                         |
|                                                              | Républicain                                                  | John Cummings                                                | 58 440                                                       | 27,4                                                         |
|                                                              | SAM (en)                                                     | Michelle Caruso-Cabrera                                      | 2 000                                                        | 0,9                                                          |
| Total des votes                                              | Total des votes                                              | Total des votes                                              | 213 323                                                      | 100 %                                                        |
|                                                              | Les Démocrates conservent                                    |                                                              |                                                              |                                                              |

### 2022
La Primaire Démocrate a été annulée. Alexandria Ocasio-Cortez (D-Sortante) avance vers l'Élection Générale.
| Primaire Républicaine de 2022 du 14e district congressionnel de New York | Primaire Républicaine de 2022 du 14e district congressionnel de New York | Primaire Républicaine de 2022 du 14e district congressionnel de New York | Primaire Républicaine de 2022 du 14e district congressionnel de New York | Primaire Républicaine de 2022 du 14e district congressionnel de New York |
| ------------------------------------------------------------------------ | ------------------------------------------------------------------------ | ------------------------------------------------------------------------ | ------------------------------------------------------------------------ | ------------------------------------------------------------------------ |
| Parti                                                                    | Parti                                                                    | Candidat                                                                 | Votes                                                                    | %                                                                        |
|                                                                          | Républicain                                                              | Tina Forte                                                               | 1 608                                                                    | 67,3                                                                     |
|                                                                          | Républicain                                                              | Desi Cuellar                                                             | 761                                                                      | 31,9                                                                     |
|                                                                          | Write-In                                                                 | Write-In                                                                 | 20                                                                       | 0,8                                                                      |

| Élection de 2022 du 14e district congressionnel de New York | Élection de 2022 du 14e district congressionnel de New York | Élection de 2022 du 14e district congressionnel de New York | Élection de 2022 du 14e district congressionnel de New York | Élection de 2022 du 14e district congressionnel de New York |
| ----------------------------------------------------------- | ----------------------------------------------------------- | ----------------------------------------------------------- | ----------------------------------------------------------- | ----------------------------------------------------------- |
| Parti                                                       | Parti                                                       | Candidat                                                    | Votes                                                       | %                                                           |
|                                                             | Démocrate                                                   | Alexandria Ocasio-Cortez (sortante)                         | 82 453                                                      | 70,6                                                        |
|                                                             | Républicain                                                 | Tina Forte                                                  | 31 935                                                      | 27,3                                                        |
|                                                             | Conservateur (en)                                           | Desi Cuellar                                                | 2208                                                        | 1,9                                                         |
|                                                             | Write-In                                                    | Write-In                                                    | 194                                                         | 0,2                                                         |
| Total des votes                                             | Total des votes                                             | Total des votes                                             | 116 790                                                     | 100 %                                                       |
|                                                             | Les Démocrates conservent                                   |                                                             |                                                             |                                                             |

### 2024
La Primaire Républicaine a été annulée. Tina Forte (R) avance vers l'Élection Générale.
| Primaire Démocrate de 2024 du 14e district congressionnel de New York | Primaire Démocrate de 2024 du 14e district congressionnel de New York | Primaire Démocrate de 2024 du 14e district congressionnel de New York | Primaire Démocrate de 2024 du 14e district congressionnel de New York | Primaire Démocrate de 2024 du 14e district congressionnel de New York |
| --------------------------------------------------------------------- | --------------------------------------------------------------------- | --------------------------------------------------------------------- | --------------------------------------------------------------------- | --------------------------------------------------------------------- |
| Parti                                                                 | Parti                                                                 | Candidat                                                              | Votes                                                                 | %                                                                     |
|                                                                       | Démocrate                                                             | Alexandria Ocasio-Cortez (sortante)                                   | 20 136                                                                | 81,8                                                                  |
|                                                                       | Démocrate                                                             | Marty Dolan                                                           | 4355                                                                  | 17,7                                                                  |

| Élection de 2024 du 14e district congressionnel de New York | Élection de 2024 du 14e district congressionnel de New York | Élection de 2024 du 14e district congressionnel de New York | Élection de 2024 du 14e district congressionnel de New York | Élection de 2024 du 14e district congressionnel de New York |
| ----------------------------------------------------------- | ----------------------------------------------------------- | ----------------------------------------------------------- | ----------------------------------------------------------- | ----------------------------------------------------------- |
| Parti                                                       | Parti                                                       | Candidat                                                    | Votes                                                       | %                                                           |
|                                                             | Démocrate                                                   | Alexandria Ocasio-Cortez (sortante)                         | TBD                                                         | TBD                                                         |
|                                                             | Républicain                                                 | Tina Forte                                                  | TBD                                                         | TBD                                                         |
| Total des votes                                             | Total des votes                                             | Total des votes                                             | TBD                                                         | 100 %                                                       |
|                                                             |                                                             |                                                             |                                                             |                                                             |

## Frontières historiques du district
Dans les années 1970, ce district était le 18e district ; dans les années 1980, c'était le 15e district. Le district était basé à Brooklyn jusqu'en 1982, date à laquelle il est devenu le district de Staten Island. En 1992, il est devenu le quartier East Side de Manhattan, qui était pendant la majeure partie de son existence le 17e district. En 2012, le district a été transféré sur l'ancien territoire du 7e district du Queens et du Bronx. De 2003 à 2013, le quartier englobait une grande partie de ce qui est aujourd'hui le 12e district de New York, y compris Central Park et l'East Side de Manhattan ; toute l’île Roosevelt ; et les quartiers d'Astoria, Long Island City et Sunnyside dans le Queens.
1803 - 1813
1813 - 1823 : Comté de Montgomery
1823 - 1913
1913 - 1945 : Parties de Manhattan
1945 - 1983 : Parties de Brooklyn
1983 - 1993 : La totalité de Staten Island, Parties de Brooklyn
1993 - 2003 : Parties de Brooklyn, Manhattan, Queens
2003 - 2013 : Parties de Manhattan, Queens
2013 - Présent : Parties du Queens, Bronx